# Paul LaDue
Paul LaDue, född 6 september 1992, är en amerikansk professionell ishockeyback som spelar för MoDo hockey i SHL.
Han har tidigare spelat på NHL-nivå för Los Angeles Kings och på lägre nivåer för Ontario Reign i AHL, North Dakota Varsity Athletics/Fighting Hawks (University of North Dakota) i National Collegiate Athletic Association (NCAA), Lincoln Stars i United States Hockey League (USHL) och Alexandria Blizzard i North American Hockey League (NAHL).
LaDue draftades i första rundan i 2012 års draft av Los Angeles Kings som 181:a spelare totalt.

## Privatliv
Han är kusin till ishockeyforwarden Luke Johnson som spelar för Minnesota Wilds organisation.

## Statistik
| 2009–2010   | Great Plains                   |             | 19  | 2  | 4  | 6  | 6  | —  | — | — | — | — |
|             | Grand Forks Central High       |             | 27  | 10 | 25 | 35 | 18 | —  | — | — | — | — |
| 2010–2011   | Alexandria Blizzard            | NAHL        | 56  | 3  | 19 | 22 | 58 | 3  | 0 | 2 | 2 | 2 |
| 2011–2012   | Lincoln Stars                  | USHL        | 56  | 9  | 25 | 34 | 27 | 8  | 1 | 2 | 3 | 2 |
| 2012–2013   | Lincoln Stars                  | USHL        | 62  | 12 | 37 | 49 | 20 | 5  | 1 | 1 | 2 | 0 |
| 2013–2014   | North Dakota Varsity Athletics | NCAA        | 41  | 6  | 15 | 21 | 23 | —  | — | — | — | — |
| 2014–2015   | North Dakota Varsity Athletics | NCAA        | 41  | 5  | 17 | 22 | 31 | —  | — | — | — | — |
| 2015–2016   | North Dakota Fighting Hawks    | NCAA        | 41  | 5  | 14 | 19 | 14 | —  | — | — | — | — |
|             | Ontario Reign                  | AHL         | —   | —  | —  | —  | —  | 3  | 0 | 0 | 0 | 2 |
| 2016–2017   | Los Angeles Kings              | NHL         | 1   | 0  | 0  | 0  | 0  | —  | — | — | — | — |
|             | Ontario Reign                  | AHL         | 36  | 6  | 12 | 18 | 26 | —  | — | — | — | — |
| NHL totalt  | NHL totalt                     | NHL totalt  | 1   | 0  | 0  | 0  | 0  | —  | — | — | — | — |
| AHL totalt  | AHL totalt                     | AHL totalt  | 36  | 6  | 12 | 18 | 26 | 3  | 0 | 0 | 0 | 2 |
| NCAA totalt | NCAA totalt                    | NCAA totalt | 123 | 16 | 46 | 62 | 68 | —  | — | — | — | — |
| USHL totalt | USHL totalt                    | USHL totalt | 118 | 21 | 62 | 83 | 47 | 13 | 2 | 3 | 5 | 2 |